# Precis archesia
Precis archesia là một loài bướm trong họ Nymphalidae bản địa của cận Saharan.

## Phân loài
- P. a. archesia
- P. a. ugandensis McLeod, 1980

## Thức ăn
Ấu trùng ăn các loại cây Plectranthus esculentus, Plectranthus fruticosus, Rabdosiella calycina, Pycnostachys reticulata, và Pycnostachys urticifolia.